# Калинешти (Дарманешти)
Калинешти (рум. Călinești) насеље је у Румунији у округу Сучава у општини Дарманешти. Oпштина се налази на надморској висини од 340 m.

## Становништво
Према подацима из 2002. године у насељу је живело 639 становника.

### Попис2002.
| Расподела становништва по националности 2002.‍ | Расподела становништва по националности 2002.‍ | Расподела становништва по националности 2002.‍ | Расподела становништва по националности 2002.‍ | Расподела становништва по националности 2002.‍ |
| --------------------------------------------- | --------------------------------------------- | --------------------------------------------- | --------------------------------------------- | --------------------------------------------- |
|                                               |                                               |                                               |                                               |                                               |
| Румуни                                        | Румуни                                        |                                               | 576                                           | 90,4%                                         |
| Украјинци                                     | Украјинци                                     |                                               | 61                                            | 9,6%                                          |